# Доло (Франция)
Доло́ (фр. Dolo, брет. Doloù, галло Doloe) — коммуна во Франции, находится в регионе Бретань. Департамент — Кот-д’Армор. Входит в состав кантона Жюгон-ле-Лак. Округ коммуны — Динан.
Код INSEE коммуны — 22051.

## География
Коммуна расположена приблизительно в 350 км к западу от Парижа, в 60 км северо-западнее Ренна, в 36 км к юго-востоку от Сен-Бриё.
На северо-востоке коммуны расположено озеро Жюгон-ле-Лак (фр. Jugon-les-Lacs).

## Население
Население коммуны на 2008 год составляло 554 человека.
| 1962 | 1968 | 1975 | 1982 | 1990 | 1999 | 2008 |
| ---- | ---- | ---- | ---- | ---- | ---- | ---- |
| 431  | 513  | 518  | 480  | 467  | 426  | 554  |

## Экономика

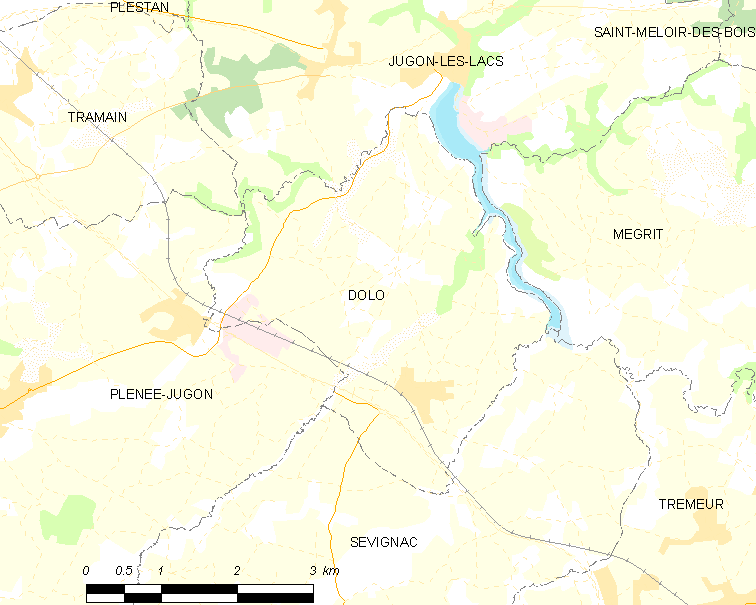
Карта коммуны

В 2007 году среди 309 человек в трудоспособном возрасте (15—64 лет) 239 были экономически активными, 70 — неактивными (показатель активности — 77,3 %, в 1999 году было 72,3 %). Из 239 активных работали 218 человек (120 мужчин и 98 женщин), безработных было 21 (7 мужчин и 14 женщин). Среди 70 неактивных 20 человек были учениками или студентами, 26 — пенсионерами, 24 были неактивными по другим причинам.